# Jaguar F-Pace
De Jaguar F-Pace (codenaam X761) is een compacte crossover SUV geproduceerd door de Britse autofabrikant Jaguar. Het model is de eerste terreinwagen in de geschiedenis van het automerk. In 2013 werd de concept car genaamd C-X17 getoond op de IAA in Frankfurt (waar het design van de F-Pace van is afgeleid), waarna in 2015 op de North American International Auto Show (NAIAS) het model formeel werd aangekondigd en dat het de naam F-Pace zou gaan dragen. Op de IAA 2015 werd het model officieel onthuld. 
De F-Pace zal worden gebouwd in de productiefaciliteit van Jaguar-Land Rover in Solihull, waar het zal worden gebouwd naast onder anderen de Jaguar XE, Range Rover en Range Rover Sport. 

## Technische specificaties
|                                             | 20d                          | 20d AWD                      | 20d AWD                      | 30d AWD                      | 35t AWD                      | 35t S AWD                    |
| Productie                                   | 2016-                        | 2016-                        | 2016-                        | 2016-                        | 2016-                        | 2016-                        |
| Motoreigenschappen                          |                              |                              |                              |                              |                              |                              |
| Motortype                                   | 4-cilinder in-lijn diesel    | 4-cilinder in-lijn diesel    | 4-cilinder in-lijn diesel    | V6 diesel                    | V6 benzine                   | V6 benzine                   |
| Motorfamilie                                | Ingenium®                    | Ingenium®                    | Ingenium®                    | AJ-D V6 Gen III              | AJ126                        | AJ126                        |
| Brandstofinjectie                           | Common-rail injectie         | Common-rail injectie         | Common-rail injectie         | Common-rail injectie         | Directe brandstofinjectie    | Directe brandstofinjectie    |
| Aanjager                                    | Turbo                        | Turbo                        | Turbo                        | Turbo                        | Supercharger                 | Supercharger                 |
| Cilinderinhoud                              | 1999 cm³                     | 1999 cm³                     | 1999 cm³                     | 2993 cm³                     | 2995 cm³                     | 2995 cm³                     |
| Vermogen                                    | 132 kW (180 pk) bij 4000/min | 132 kW (180 pk) bij 4000/min | 132 kW (180 pk) bij 4000/min | 221 kW (300 pk) bij 4000/min | 250 kW (340 pk) bij 6500/min | 280 kW (380 pk) bij 6500/min |
| Koppel                                      | 430 Nm bij 1750-2500/min     | 430 Nm bij 1750-2500/min     | 430 Nm bij 1750-2500/min     | 700 Nm bij 2000/min          | 450 Nm bij 4500/min          | 450 Nm bij 4500/min          |
| Krachtoverbrenging                          |                              |                              |                              |                              |                              |                              |
| Aandrijving                                 | Achterwielaandrijving        | Vierwielaandrijving          | Vierwielaandrijving          | Vierwielaandrijving          | Vierwielaandrijving          | Vierwielaandrijving          |
| Transmissie                                 | handgeschakelde 6-bak        | handgeschakelde 6-bak        | 8-traps automaat             | 8-traps automaat             | 8-traps automaat             | 8-traps automaat             |
| Meetwaarden                                 |                              |                              |                              |                              |                              |                              |
| Acceleratie, 0-100 km/h                     | 8.9 s                        | 8.7 s                        | 8.7 s                        | 6.8 s                        | 5.8 s                        | 5.5 s                        |
| Topsnelheid                                 | 209 km/h                     | 208 km/h                     | 208 km/h                     | 241 km/h                     | 250 km/h                     | 250 km/h                     |
| Brandstofverbruik per 100 km (gecombineerd) | 4.9 l                        | 5.2 l                        | 5.3 l                        | 6.0 l                        | 8.9 l                        | 8.9 l                        |
| CO2-emissie per km                          | 129 g/km                     | 134 g/km                     | 139 g/km                     | 159 g/km                     | 209 g/km                     | 209 g/km                     |
| EU-emissienorm                              | Euro 6                       | Euro 6                       | Euro 6                       | Euro 6                       | Euro 6                       | Euro 6                       |
| Gewicht                                     | 1665 kg                      | 1767 kg                      | 1775 kg                      | 1884 kg                      | 1820 kg                      | 1861 kg                      |